# Johannes Grossmann (Schauspieler)
Johannes Grossmann (* 3. März 1928 in Breslau; † 31. Juli 2014 in Gummersbach) war ein deutscher Schauspieler in Film und Fernsehen. Er spielte in mehreren Kinofilmen, darunter Der Stern von Afrika, Fabrik der Offiziere oder Der Transport. Bekannt wurde er jedoch vor allem durch seine Rolle des Prof. Dr. Wilhelm Himmel zu Beginn der 1990er Jahre in der Fernsehserie Stadtklinik.

## Leben und Karriere
Johannes Grossmann, geboren 1928 in Breslau, begann seine Fernsehkarriere im Jahr 1957 unter der Regie von Frank Lothar in dem TV-Drama Viktoria. Es folgten im Laufe der Jahrzehnte viele weitere Rollen in Fernsehfilmen wie in Der Fall Winslow (1961), Michael Kramer (1965), Die sieben Ohrfeigen (1971), Gladiatoren (1972), Ruhestörung (1980) oder Der letzte Gast (1989). In der Fernsehminiserie Ein Mann namens Harry Brent spielte er 1968 in zwei Episoden die Rolle des Filey.
Zwischen 1957 und 1996 spielte Grossmann auch zahlreiche Fernsehrollen in namhaften deutschen Serien wie Die fünfte Kolonne, Die seltsamen Methoden des Franz Josef Wanninger, Hamburg Transit, Butler Parker, Graf Yoster gibt sich die Ehre, MS Franziska, Diese Drombuschs, Großstadtrevier oder Der Fahnder. Auch in der Reihe Tatort hatte er zwischen 1980 und 1985 mehrere Auftritte. Eine komplexere TV-Rolle spielte er als Prof. Dr. Wilhelm Himmel von 1993 bis 1996 in 75 Episoden der Fernsehserie Stadtklinik.

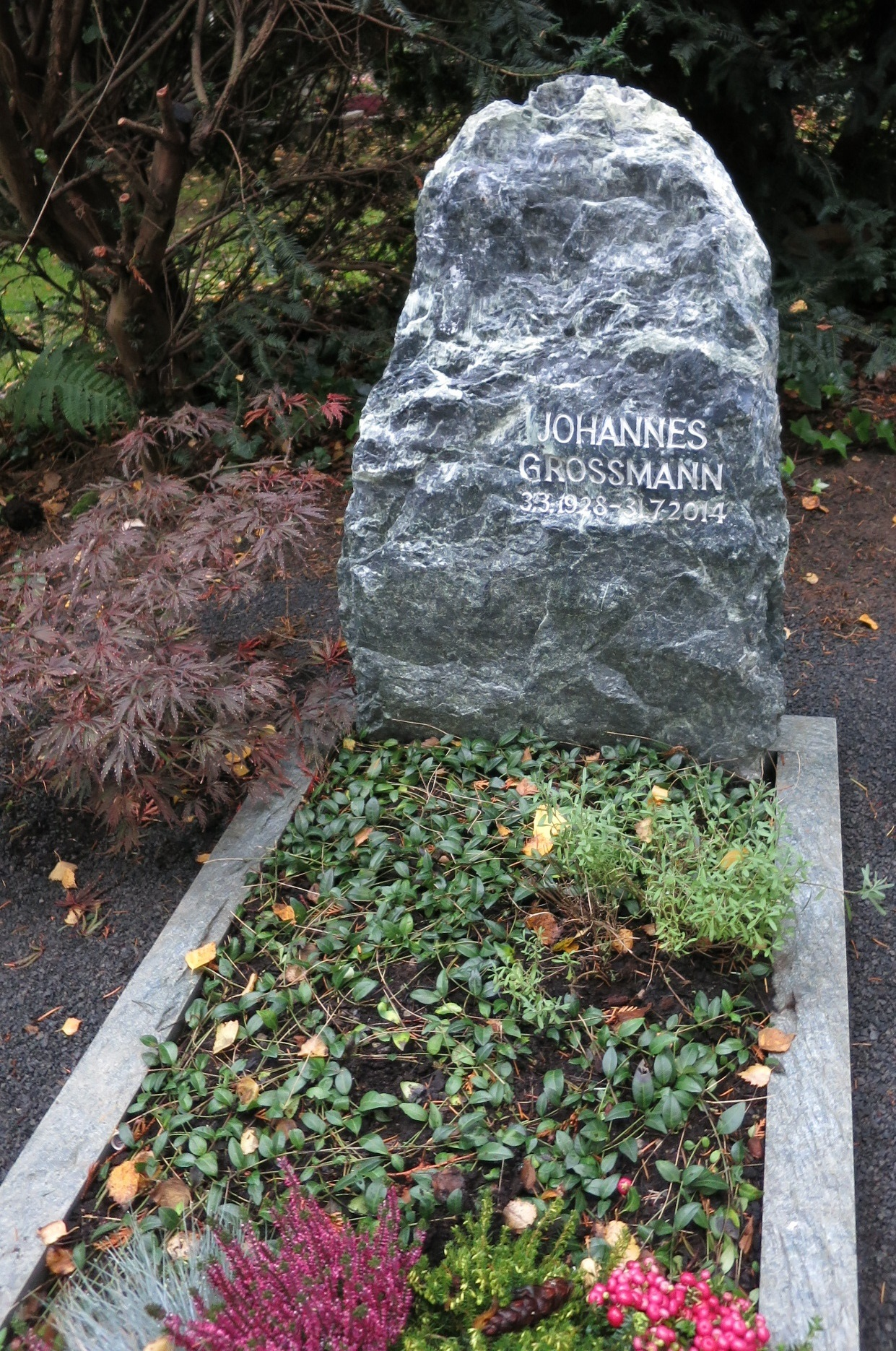
Grab auf dem Friedhof Melaten

Auf der Leinwand sah man ihn nur zu Beginn seiner Schauspielkarriere in einigen wenigen ausgesuchten Rollen, darunter in Alfred Weidenmanns Kriegsdrama Der Stern von Afrika in der Rolle des Unteroffiziers Weiss, in Frank Wisbars preisgekrönter Kinoproduktion Fabrik der Offiziere als Fähnrich Hochbauer oder als Schramm in dem Kriegsfilm Der Transport.
Grossmann, der mit der Berufskollegin Katinka Hoffmann verheiratet gewesen war, verstarb am 31. Juli 2014 im Alter von 86 Jahren in Gummersbach an den Folgen eines Schlaganfalls. Seit 1975 war er mit seiner Kollegin Rotraut Rieger verheiratet, mit der er auch in vielen Produktionen aufgetreten ist.
Aus seiner ersten Ehe mit seiner damaligen Frau Katinka Hoffmann stammt eine Tochter Nana.
Seine Enkelin Mia Geese ist ebenfalls Schauspielerin und aktuell deutschlandweit an verschiedenen Theatern zusehen.
Die Grabstätte von Johannes Großmann befindet sich auf dem Kölner Friedhof Melaten (Flur 34).

## Filmografie (Auswahl)
Kino 
- 1957: Der Stern von Afrika
- 1958: Blitzmädels an die Front
- 1960: Fabrik der Offiziere
- 1961: Der Transport

 Fernsehen 
- 1957: Viktoria (Fernsehfilm)
- 1957: Eurydice (Fernsehfilm)
- 1960: Die Dame in der schwarzen Robe (Fernsehfilm)
- 1961: Der Fall Winslow (Fernsehfilm)
- 1963–1965: Das Kriminalmuseum (Fernsehserie, zwei Folgen)
- 1964: Georges Dandin (Fernsehfilm)
- 1965: Michael Kramer (Fernsehfilm)
- 1965: Die fünfte Kolonne (Fernsehserie, eine Folge)
- 1966: Der Glückstopf (Fernsehfilm)
- 1967: Kennwort Kettenhund (Fernsehfilm)
- 1967: Das Attentat - L.D. Trotzki (Fernsehfilm)
- 1968: Ein Mann namens Harry Brent (Fernsehminiserie)
- 1968: König Richard II (Fernsehfilm)
- 1968: Hilfe, wir bauen (Fernsehserie, eine Folge)
- 1969: Mord nach der Oper (Fernsehfilm)
- 1970: Die seltsamen Methoden des Franz Josef Wanninger (Fernsehserie, eine Folge)
- 1971: Die sieben Ohrfeigen (Fernsehfilm)
- 1972: Hamburg Transit (Fernsehserie, eine Folge)
- 1972: Gladiatoren (Fernsehfilm)
- 1972: Butler Parker (Fernsehserie, eine Folge)
- 1973: Frühbesprechung (Fernsehserie, eine Folge)
- 1973: Die kleine Welt (Fernsehfilm)
- 1975: Dein gutes Recht (Fernsehserie, eine Folge)
- 1975: Zahnschmerzen (Fernsehfilm)
- 1976: Inspektion Lauenstadt (Fernsehserie, eine Folge)
- 1977: Graf Yoster gibt sich die Ehre (Fernsehserie, zwei Folgen)
- 1978: MS Franziska (Fernsehserie, eine Folge)
- 1980: Ruhestörung (Fernsehfilm)
- 1980–1985: Tatort (Fernsehreihe)
  - 1980: Kein Kinderspiel
  - 1982:  So ein Tag … 
  - 1983: Blütenträume
  - 1983: Der Schläfer
  - 1985:  Acht, neun – aus
- 1981: Tod eines Schülers (Fernsehminiserie)
- 1981: Goldene Zeiten (Fernsehminiserie)
- 1984: Diese Drombuschs (Fernsehserie, eine Folge)
- 1984: Titanic (Fernsehfilm)
- 1986: Die Brücke am schwarzen Fluß (Fernsehfilm)
- 1989: Großstadtrevier (Fernsehserie, eine Folge)
- 1989: Der letzte Gast (Fernsehfilm)
- 1992: Oppen und Ehrlich (Fernsehserie, eine Folge)
- 1993: Der Fahnder (Fernsehserie, eine Folge)
- 1993–1996: Stadtklinik (Fernsehserie, 75 Folgen)

## Hörspiele (Auswahl)
- 1985: Nikolai von Michalewsky: Bei Bildausfall Mord (Kapitän Bertram) – Regie: Andreas Weber-Schäfer (Original-Hörspiel, Kriminalhörspiel – WDR)

Quelle: ARD-Hörspieldatenbank